# I Love Rock 'n' Roll (sång)
"I Love Rock 'n' Roll" är en rock and roll-låt, skriven 1975 av Alan Merrill och Jake Hooker från The Arrows, som spelade in den första versionen. Låten spelades sedan in i nya versioner av Joan Jett och Britney Spears, som båda fick internationell framgång med sina versioner.

## The Arrows version
Låten spelades först in av The Arrows 1975 och släpptes på RAK Records. Denna inspelning sjöngs av Alan Merrill och producerades av Mickie Most, och släpptes först som B-sida, men spelades sedan in på nytt och gjordes om till A-sida. Även om The Arrows version inte blev så framgångsrik på listorna har låten blivit väldigt framgångsrik som cover. "I Love Rock 'N' Roll" är med på listan med de 100 bästa låtarna från 1900-talet.

## Joan Jetts version
Joan Jett såg The Arrows spela "I Love Rock 'n' Roll" på deras TV-show The Arrows Show när hon var på turné i England med The Runaways 1976. Hon spelade först in låten 1979 med två medlemmar från Sex Pistols: Steve Jones och Paul Cook. Den versionen blev ingen hit. 1982 spelade Jett in sången igen, men den här gången med bandet Blackhearts, och den versionen blev en Billboard Hot 100-förstaplatssingel i sju veckor, som satte igång Jetts solokarriär och hamnade också på förstaplats i Australien. Jetts album I Love Rock 'n Roll hamnade på andra plats i USA.

## Britney Spears version
"I Love Rock 'n' Roll" är den fjärde europeiska singeln utgiven internationellt av Britney Spears från albumet Britney under det andra kvartalet av 2002, förutom i USA. Låten användes i hennes film Crossroads från 2002. Britneys karaktär, Lucy, uppträder den i karaokebaren. Britney talade om låten, "De frågade mig att sjunga karaoke i filmen Crossroads och jag har faktiskt sjungit "I Love Rock 'N' Roll" i många olika klubbar jag varit i."
Britney har erkänt att den ursprungliga versionen är en av hennes favoriter. Hon lyssnade på The Arrows innan hon spelade in låten, enligt Jives A&R-man Steve Lunt. 

### Certifikat
| Land           | Certifikat | Sålda exemplar |
| -------------- | ---------- | -------------- |
| Australien     | Guld       | 35 000         |
| Storbritannien | -          | 51 000         |

### Musikvideo
Regisserad av Chris Applebaum, i musikvideon för "I Love Rock 'N' Roll" har Britney Spears på sig en tight läderutstyrsel. Britney sjunger i ett stort rött rum med hennes band, ett par högtalare och blinkade ljus. Hon kryper på golvet och spelar gitarr innan hon slår högtalaren med den riktiga gitarren. Britney dansar också på en roterande motorcykel och blir täckt av konfetti.
"I Love Rock 'N' Roll" blev Britneys största misslyckande, för att singeln misslyckades att nå topp tio i de flesta länder. Men låten var inte en total flopp. Den kom upp på topp fyrtio i de flesta regioner. Låten blev relativt framgångsrik i Storbritannien, och hamnade på #13 (det var dock hennes lägsta rankning där, tills "Break the Ice" bara nådde #15).

## Andra coverversioner
"I Love Rock 'N' Roll" är en låt som det ofta görs covers av.
- Joe Piscopo i en parodifilm av Frank Sinatra.
- Joan Jett
- Hayseed Dixie
- Five
- Reverend Run använde låten för sin sång "Mind on the Road".
- Ghoti Hook
- Dragon Ash (som "I Love Hip Hop")
- "Weird Al" Yankovic (parodi som "I Love Rocky Road")
- Griva (som "I Law Myroslaw")
- The Dresden Dolls
- Guildo Horn
- Joan Kirnier
- Steve Oliver
- Los Berzas, i en parodi kallad "Yo Amo El Jamón" (I Love Jamón)
- Lee Da Hae
- Siu Black och Phuong Vy
- Miley Cyrus sjöng låten 2005 i sin audition för serien Hannah Montana.
- Allison Mack och Erica Durance sjöng låten i ett avsnitt av Smallville.
- Onkel Kånkel, en parodi som heter "Sug min Rock n roll penis"
- L.A. Guns (Phil Lewis), på albumet Covered in Guns 2010

## Listplaceringar

### Joan Jett och Blackhearts version
| Lista (1982)                       | Position |
| ---------------------------------- | -------- |
| U.S. Billboard Hot 100             | 1        |
| U.S. Mainstream Rock Tracks        | 1        |
| U.S. Billboard Hot Dance Club Play | 31       |
| UK Singles Chart                   | 4        |
| Nederländerna Top 40               | 1        |

### Britney Spears version
| Chart (2002)                 | Peak Position |
| ---------------------------- | ------------- |
| Australien ARIA singellistan | 13            |
| Österrike singellistan       | 9             |
| Beligska singellistan        | 21            |
| Kanadensiska singellistan    | 33            |
| Holländska singellistan      | 17            |
| Euro Hot 100                 | 21            |
| Finska singellistan          | 19            |
| Tyska singellistan           | 7             |
| Irländska singellistan       | 8             |
| Israel singellistan          | 11            |
| Italienska singellistan      | 20            |
| Mexikanska Top 100           | 16            |
| 'Tokyo Hot 100'              | 47            |
| Portuguisiska Airplaylistan  | 4             |
| Sverigetopplistan            | 15            |
| Schweiziska singellistan     | 15            |
| UK Singles Chart             | 13            |